# Asesinato de Cassie Jo Stoddart

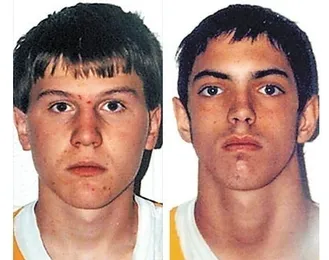
Fotos policiales de Torey Adamcik y Brian Draper

Brian Lee Draper (nacido en 1990) y Torey Michael Adamcik (14 de junio de 1990) son dos hombres estadounidenses  condenados siendo menores en el cargo del asesinato en primer grado de su compañera de escuela Cassie Jo Stoddart, el 22 de septiembre de 2006. Ambos tenían 16 años de edad cuando cometieron el crimen más responsables en su vida, fueron condenados a cadena perpetua sin posibilidad de libertad condicional.
En Montgomery v. Luisiana (2019), la Corte Suprema de los Estados Unidos dictó que una sentencia obligatoria por un crimen cometido como menor era inconstitucional, incluso para una persona que cometía asesinato, puesto que no daba lugar a lo que se conoce científicamente sobre el cerebro juvenil y bloqueaba la posibilidad de reformarse. Se instó a las cortes estatales que revisaran las sentencias para todas las personas que fueron juzgadas bajo este sistema, un estimado de entre 1200 a 1800 en toda la nación. Draper y Adamcik están dentro de los prisioneros cuyas sentencias serán revisadas por la corte estatal.
Debido a su juventud y a la premeditación de su crimen, los dos jóvenes fueron objeto de estudio durante su condena. Su caso apareció en el documental "Lost for Life", de 2013, sobre personas condenadas como juveniles que están cumpliendo sentencias obligatorias de cadena perpetua. Sus historias han aparecido en "BBC Three's Teen Killers: Life without Parole", emitida originalmente el 21 de abril de 2014. El joven par también estuvo en "Investigation Discovery's Your Worst Nightmare", que se estrenó en octubre de 2014. Adamcik fue entrevistado como un potencial sospechoso en un caso de asesinato aislado, como parte de un episodio de "Cold Justice: Still of the Night", que aireó en enero de 2015. Estuvieron en un documental llamado "CopyCat Killers", que se emitió en el canal Reelz. También hicieron aparición en "Investigation Discovery's Murder Among Friends", que se estrenó el 20 de julio de 2017.

## Trasfondo
Brian Draper pasó la mayor parte de su niñez viviendo con su familia en el estado de Utah, antes de mudarse a Pocatello, Idaho. Asistió a varias escuelas y fue allí donde conoció a Torey Adamcik cuando los dos eran estudiantes en la escuela preparatoria de Pocatello. Ambos sentían un gran interés en la industria fílmica y comenzaron a grabar sus propias cintas. 

## El asesinato
Cassie Jo Stoddart (21 de diciembre de 1989 - 22 de septiembre de 2006) también asistía a la escuela preparatoria de Pocatello; ella y los dos jóvenes eran ingresantes. Ella era uno de los tantos niños que tenían una hermana mayor y un hermano menor.
En la noche del 22 de septiembre de 2006, Cassie estaba cuidando la casa de Allison y Frank Contreras, sus tíos que se habían mudado desde California con sus hijos el año anterior. Su novio Matt la visitó esa tarde, y luego se sumaron Draper y Adamcik. Los cuatro compañeros decidieron mirar una película juntos, hasta que Draper y Adamcik comentaron que preferían ir a un cine local, dejando a Cassie y Matt en la casa. 
Posteriormente la electricidad se cortó, pero fue restaurada por Matt minutos antes de que su madre llegase para recogerlo. Antes de irse, Matt ofreció a Cassie que les acompañara a él y a su madre para que no se quedara sola en casa aquella noche, pero la joven decidió permanecer en la vivienda. Aquella fue la última vez que Matt vio a Cassie con vida.
La realidad era que Draper y Adamcik no fueron al cine, tal como habían dicho que harían. En su lugar, habían regresado a la casa momentos antes de que Matt se fuera (alrededor de las 10:30 p. m.) y mientras permanecían escondidos en el exterior de la vivienda, habían sido los responsables de los cortes de luz. Con esto, buscaban asustar a la joven pareja y obligarla a bajar a la planta inferior para poder atacarles, tal como  confesaron posteriormente.
Minutos después de que Matt se marchase con su madre, Draper y Adamick accedieron a la vivienda, buscaron a Cassie y la apuñalaron un total de 29 veces, de las cuales 9 fueron fatales.
Durante la investigación del homicidio, la policía encontró las cintas en las que Draper y Adamcik habían grabado y premeditado sus planes para el asesinato mientras asistían a la preparatoria. Estas cintas se mostraron como evidencia en sus juicios.
Cassie Stoddart fue enterrada en el cementerio Mountain View en Pocatello, Condado de Bannock, Idaho.

## Juicio y sentencias
Draper y Adamcik fueron arrestados el 27 de septiembre de 2006 y acusados de asesinato en primer grado y conspiración para cometer asesinato en primer grado. Durante los interrogatorios, los jóvenes se acusaron entre ellos. Draper declaró estar en la misma habitación que Adamcik cuando Stoddart fue asesinada pero negó haberla apuñalado. Más tarde admitió participar en el ataque pero dijo que fue bajo las órdenes de Adamcik. Fue él quien guio a los investigadores hasta el cañón de Black Rock, donde los jóvenes habían arrojado la ropa, las máscaras y los cuchillos que usaron en el asesinato.
Durante el juicio, la fiscalía reveló que Brian se había mostrado impresionado por Eric Harris y Dylan Klebold, los jóvenes que cometieron la Masacre de Columbine. Más tarde Adamcik dijo que se sentía inspirado por la franquicia de películas de horror, Scream. El 17 de abril de 2007, Draper fue hallado culpable. El juicio de Adamcik comenzó el 31 de mayo de 2007, fue condenado el 8 de junio del mismo año. El 21 de agosto del 2007, basados en la condena de asesinato en primer grado, cada uno recibió una sentencia obligatoria de cadena perpetua sin posibilidad de libertad condicional, y una sentencia de 30 años a cadena perpetua por la condena de conspiración para cometer asesinato en primer grado.  Adamcik y Draper están cumpliendo sus sentencias en la Institución Correccional del Estado de Idaho, la cual está ubicada en el área no incorporada de Ada County, Idaho, cerca de Kuna. 

## Apelaciones
Sus abogados apelaron en la suprema corte del estado, en septiembre de 2010 para Adamcik y en abril de 2011 para Draper. Draper buscaba dejar nula su condena o tener un tiempo limitado en su sentencia de cadena perpetua, lo que le permitiría su libertad condicional (en caso de ser aprobada) después de 30 años. La primera apelación para ambos fue denegada en una decisión con voto 3/2. La suprema corte anuló la condena de Draper de conspiración para cometer asesinato en primer grado, alegando que el jurado fue instruido erróneamente en ese cargo, pero reafirmaron su condena por asesinato en primer grado y su sentencia de cadena perpetua sin posibilidad de libertad condicional. 
En julio de 2015, Adamcik ganó una audiencia para un desagravio post-condena con el Juez Magistrado estatal del Sexto Distrito Mitchell W. Brown. Alegó que los testimonios de ciertos testigos pudieron haber cambiado el desenlace de la sentencia, pero que su abogado, en contra de los deseos de los padres de Adamcik, decidió no llamar a dichos testigos. Adamcik dijo que su abogado creyó que la fiscalía podría haber presentado incluso más evidencia incriminatoria en su contra.  En marzo de 2016, la jueza Brown negó su petición para desagravio post-condena. Adamcik actualmente está apelando la decisión de la jueza Brown ante la Suprema Corte de Idaho. Una audiencia se llevará a cabo el 9 de noviembre de 2017.

## Demanda Civil por la familia Stoddart
En 2010, la familia Stoddart puso una demanda civil contra el Distrito Escolar de Idaho. Alegaban que la escuela fue negligente y que debieron saber y alertar de que Draper y Adamcik eran un riesgo para otros. La Corte Civil y la Suprema Corte del Estado rechazaron el caso, diciendo que las acciones de los asesinos no podían ser previsibles.

## Decisión de la Suprema Corte sobre las sentencias obligatorias de cadena perpetua
En Miller vs. Alabama, 567 U.S. 460 (2012), la Corte Suprema de los Estados Unidos dictaminó que las sentencias obligatorias de cadenas perpetuas sin posibilidad de libertad condicional eran inconstitucionales para delincuentes juveniles, incluso en casos de asesinato. Dictaminó además que la juventud de los convictos debía ser considerada.
En 2016, la Corte Suprema de los Estados Unidos dictaminó en Montgomery vs. Luisiana que esta doctrina debía ser aplicada a los casos retroactivamente, y dirigió un repaso de todos dichos casos, que eran entre 1200 a 1500 en toda la nación. Dada la inmadurez cerebral de los jóvenes, la suprema corte dictaminó que tenía que haber una oportunidad para considerar factores mitigantes, como también una revisión de las sentencias de dichos reos, con posibilidad de desagravio para personas que se reformaron. Indicó además que "los niños que cometen incluso los más aberrantes crímenes son capaces de un cambio". Draper y Adamcik están entre estos casos que las cortes de estado deben revisar bajo este nuevo mandato. Unos 1100 casos se encuentran en los estados de Pensilvania, Luisiana y Míchigan, donde las cortes dictaminaron que la decisión de la Corte Suprema de revocar sentencias obligatorias de cadena perpetua para juveniles no era retroactiva.